# 20-as villamos (München)
A müncheni 20-as jelzésű jelzésű villamos a Moosach Bahnhof és a Karlsplatz (Stachus) között közlekedik. Éjszaka N20-as jelzéssel közlekedik.

## Útvonala
| Karlsplatz felé | Moosach Bahnhof felé |
| --- | --- |
| Moosach Bahnhof - Bunzlauer Straße - Dachauer Straße - Orpheusstraße - Baldurstraße - Dachauer Straße - Prielmayerstraße - Karlsplatz (Stachus) | Karlsplatz (Stachus) - Bayerstraße - Bahnhofplatz - Dachauer Straße - Baldurstraße - Orpheusstraße - Dachauer Straße - Bunzlauer Straße - Moosach Bahnhof |

## Megállóhelyei
Az átszállási kapcsolatok között az azonos útvonalon közlekedő 21-es és a 22-es villamosok nincsenek feltüntetve.

| Menetidő (perc) | Megállóhely                     | Menetidő (perc) | Átszállási kapcsolatok                                    |
| --------------- | ------------------------------- | --------------- | --------------------------------------------------------- |
| 0               | Moosach Bahnhof végállomás      | 21              | 51 , 162 , 163 , 169 , 176 , 710 P+R                      |
| 1               | Pelkovenstraße                  | 20              |                                                           |
| 2               | Hugo-Troendle-Straße            | 19              |                                                           |
| 3               | Wintrichring                    | 18              | 143                                                       |
| 5               | Hanauer Straße                  | 16              |                                                           |
| 6               | Westfriedhof                    | 15              | , 151 , 164 , 165 P+R                                     |
| 7               | Borstei                         | 14              |                                                           |
| 8               | Olympiapark West                | 13              | 144                                                       |
| 10              | Goethe-Institut                 | 11              |                                                           |
| 11              | Leonrodplatz                    | 10              | 53                                                        |
| 13              | Hochschule München (Lothstr.)   | 8               | 153                                                       |
| 14              | Sandstraße                      | 7               |                                                           |
| 16              | Stiglmaierplatz                 | 6               | ,                                                         |
| 17              | Karlstraße                      | 5               |                                                           |
| 19              | Hauptbahnhof Nord               | 4               | München Hauptbahnhof , Bayerische Oberlandbahn , 58 , 100 |
| ∫               | Hauptbahnhof                    | 2               | München Hauptbahnhof , Bayerische Oberlandbahn , 58 , 100 |
| 21              | Karlsplatz (Stachus) végállomás | 0               | ,                                                         |